# Staatz
Staatz osztrák mezőváros Alsó-Ausztria Mistelbachi járásában. 2021 januárjában 1917 lakosa volt. 

## Elhelyezkedése

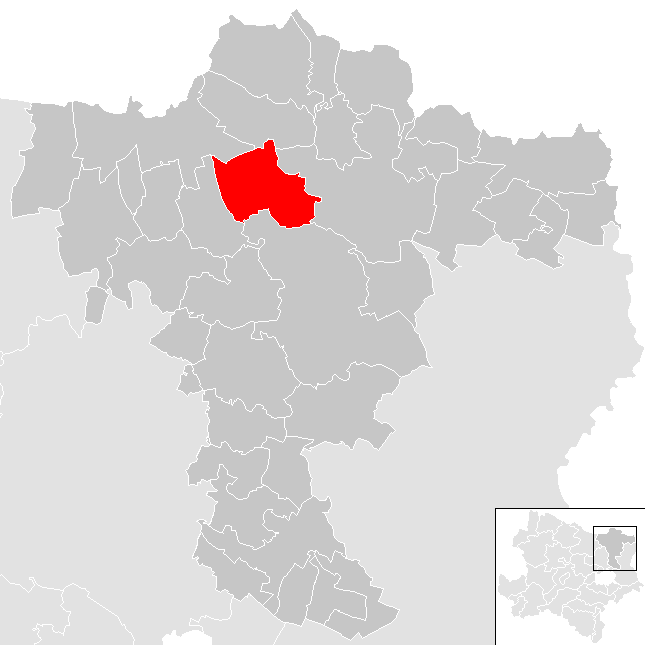
Staatz a Mistelbachi járásban

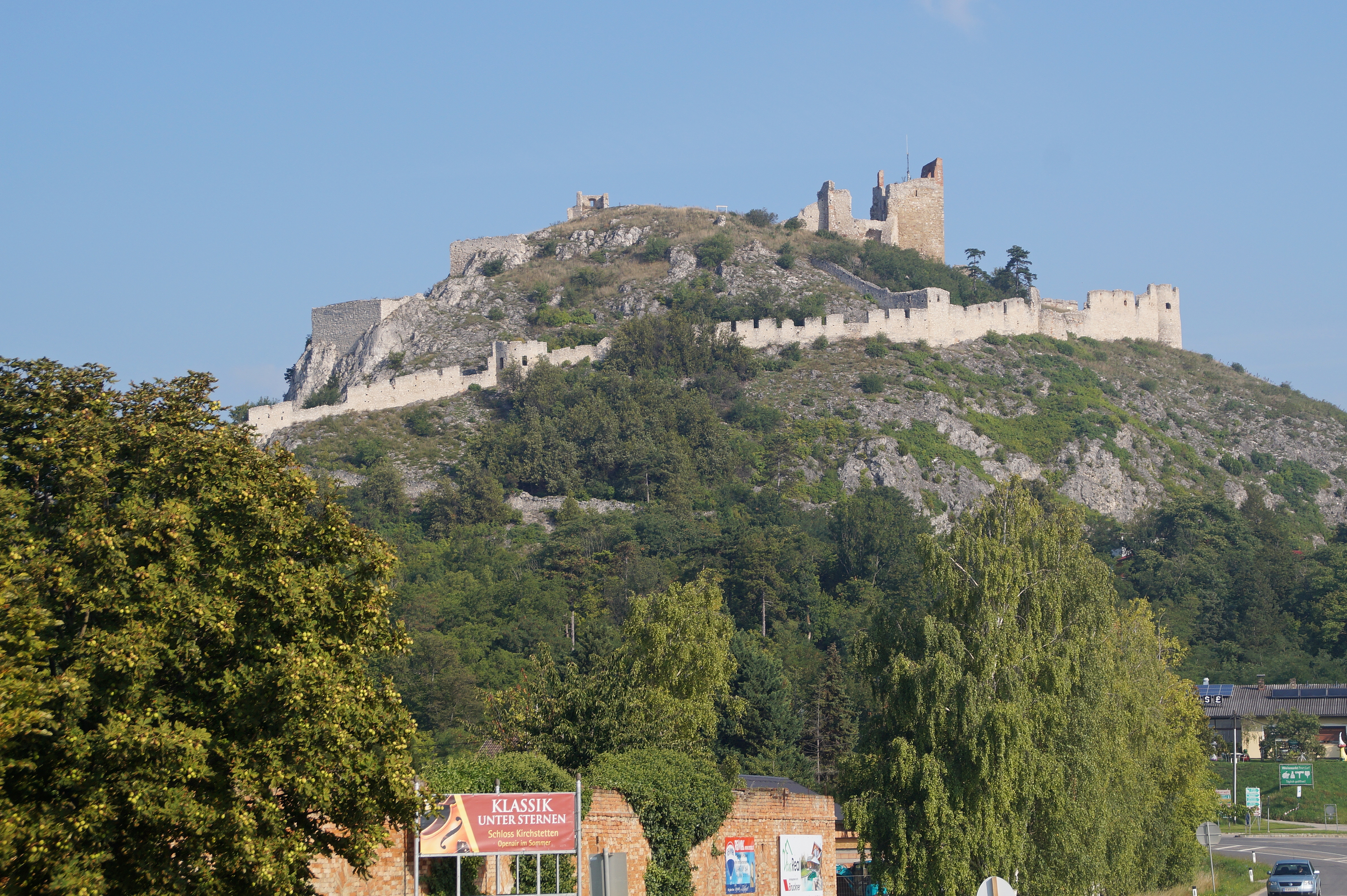
A staatzi vár romjai

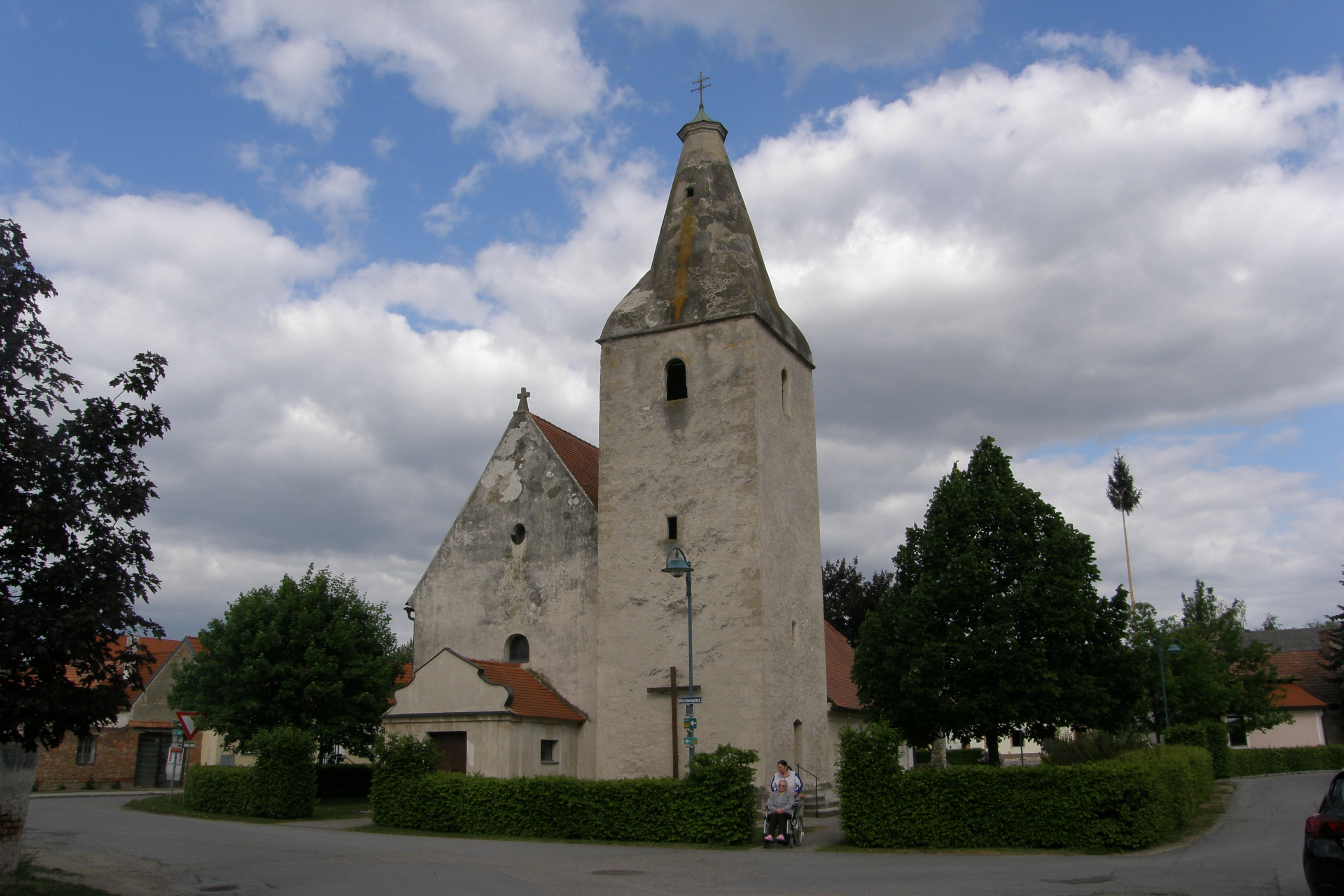
A Szt. Miklós-plébániatemplom

Staatz a tartomány Weinviertel régiójában fekszik a Weinvierteli-dombságon, az Entersgraben patak mellett. Területének 13,1%-a erdő, 75,6% áll mezőgazdasági művelés alatt. Az önkormányzat 6 települést, illetve településrészt egyesít: Ameis (319 lakos 2021-ben), Enzersdorf bei Staatz (352), Ernsdorf bei Staatz (166), Staatz-Kautendorf (568), Waltersdorf bei Staatz (157) és Wultendorf (355).
A környező önkormányzatok: északra Neudorf im Weinviertel, keletre Poysdorf, délre Mistelbach, nyugatra Fallbach, északnyugatra Laa an der Thaya.

## Története
Staatz várát a 11. században építették, először 1072-ben említik írásban. Birtokosai, a Staatz nemzetség a 13. század közepén halt ki férfiágon. 1246-ban Civakodó Frigyes herceg és Karintiai Ulrik csapott össze Staatz alatt és a győztes Frigyes a várban helyezte el a foglyul ejtett Ulrikot. A karintiai herceg csak súlyos váltságdíj árán szabadulhatott, elfogott katonáinak pedig levágták az orrát és a fülét. 1260-ban az Ausztriát megöröklő cseh II. Ottokár katonái Staatz mellett legyőzték Hardegg gróf seregét, amelyet az utolsó emberig lemészároltak. A Hardegg nemzetség két utolsó férfitagja, Otto és Konrad is odaveszett. A 16. század első felében a Rogendorf bárók szerezték meg a birtokot, 1551-ben pedig I. Ferdinánd császár a Breunereknek adományozta, akik kibővítették a várat. A harmincéves háború vége felé, 1645-ben a svédek elpusztították az erődítményt, amely azóta romos maradt. A Breunerek még 1672 előtt egy új kastélyt építettek a várhely keleti lábánál, amelyet a Colloredo grófok építettek át 1807-ben. 1454-ben és 1590-ben is a vár alatti kis település mindössze húsz házból állt. 
A második világháború végén Staatz heves harcok színhelye volt. A szovjet tüzérség számos házat lerombolt és több polgár is életét vesztette. Az április 19-24 közötti ernsdorfi harcokban 12 tankot lőttek ki és két civil vesztette életét. Ernsdorfot április 22-én foglalták el a szovjetek, akik elrekvirálták az élelmiszert és a házállatokat, a nőket megerőszakolták. A harcokban a staatzi kastély leégett és le kellett bontani; mára csak a magtár (amely előadóteremként funkcionál) és két lakóépület maradt meg. 

## Lakosság
A staatzi önkormányzat területén 2021 januárjában 1917 fő élt. A lakosságszám 1910-ben érte el a csúcspontját 2959 fővel, azóta csökkenő tendenciát mutat. 2018-ban az ittlakók 95,9%-a volt osztrák állampolgár; a külföldiek közül 0,8% a régi (2004 előtti), 1,6 az új EU-tagállamokból érkezett. 0,6% az egykori Jugoszlávia (Szlovénia és Horvátország nélkül) vagy Törökország, 1,2% egyéb országok polgára volt. 2001-ben a lakosok 93,7%-a római katolikusnak, 4,3% pedig felekezeten kívülinek vallotta magát. Ugyanekkor a legnagyobb nemzetiségi csoportot a németek (97,9%) mellett a csehek alkották 0,7%-kal. 
A népesség változása:

| 2016 | 1 954 |
| 2018 | 1 933 |

## Látnivalók
- a staatzi várrom és a 332 m magas várhegy
- az ameisi Szt. Miklós-plébániatemplom
- a staatzi Szt. Márton-plébániatemplom
- a wultendorfi Szt. Kunigunda-plébániatemplom
- az ameisi pincesor

## Fordítás
- Ez a szócikk részben vagy egészben  a   Staatz című német Wikipédia-szócikk ezen változatának fordításán alapul.  Az eredeti cikk szerkesztőit annak laptörténete sorolja fel. Ez a jelzés csupán a megfogalmazás eredetét és a szerzői jogokat jelzi, nem szolgál a cikkben szereplő információk forrásmegjelöléseként.